# Provinz Ōsumi

Provinz Ōsumi

Ōsumi (jap. 大隅国, Ōsumi no kuni) oder Gūshū (隅州) war eine der historischen Provinzen Japans in dem heutigen Ostteil der Präfektur Kagoshima, einschließlich der Ōsumi-Inseln. Ōsumi grenzte an die Provinzen Hyūga und Satsuma.

## Geschichte
Im Jahr 713 fand ein Aufstand der indigenen Hayato in der Region statt, der niedergeschlagen wurde. Nach der Chronik Nihonshoki wurden im selben Jahr am 3. Tag des 4. Monats die Bezirke (kōri/gun) Kimotsuki (肝坏郡), Soo (囎唹郡), Ōsumi (大隅郡) und Aira (姶羅郡, nicht mit dem  heutigen Bezirk Aira identisch) aus der Provinz Hyūga ausgegliedert und daraus die Provinz Ōsumi gebildet. Zur Unterweisung der Hayato wurden aus anderen Provinzen Menschen hier angesiedelt, darunter im Jahr 714 zweihundert Haushalte (etwa 5000 Personen) aus der Provinz Buzen. So findet sich im Bezirk Kuwabara (桑原郡), der aufgrund der Emigrationen neu gegründet wurde, ein Dorf namens 豊国 der gleichen Schreibweise wie die Provinz Toyo, aus der ein Jahr zuvor die Provinz Buzen entstand.
Wie Kuwabara entstand mit der Zeit der Bezirk Hishikari (菱刈郡) und nach der Eingliederung der Provinz Tane 824 kamen Gomu (馭謨郡) und Kumage (熊毛郡) hinzu. Die Provinzhauptstadt (kokufu) befand sich im Bezirk Kuwabara, vermutlich beim heutigen Stadtteil Kokubu-Fuchū von Kirishima, worauf dessen Name hinweist, da kokubu den Provinztempel bezeichnet und fuchū eine mittelalterliche Bezeichnung für die Provinzhauptstadt ist.
Zu Beginn des Kamakura-Shogunats wurde die Provinz wie auch das benachbarte Satsuma von Shimazu Tadahisa als Shugo beherrscht, wechselte aber bereits 1217 zur Regentenfamilie Hōjō. Erst mit deren Sturz und der Errichtung des Muromachi-Shogunats wechselte die Herrschaft dauerhaft zu den Shimazu. Mit der Sengoku-Zeit wurde 1602 das Lehen Satsuma mit den Shimazu als Daimyō errichtet, dessen Teil Ōsumi wurde und so selbst kein größeres Verwaltungszentrum entwickelte. 1871 fiel die Provinz bei der Abschaffung des Feudalsystems und der Einrichtung der Präfekturen der Präfektur Kagoshima zu.

## Dialekt
Die Region Ōsumi hat einen eigenen lokalen Dialekt entwickelt, der sich von der Sprache im Rest der Präfektur Kagoshima unterscheidet.  Es gibt einen beträchtlichen Stolz auf die im Ōsumi- und im Kagoshima-Dialekt geschriebene traditionelle Poesie.

## Umfang
Die Provinz Ōsumi umfasste folgende spätere Landkreise (gun):
- Aira (姶良郡)
- Gomu (馭謨郡)
- Hishikari (菱刈郡)
- Kimotsuki (肝属郡)
- Kumage (熊毛郡)
- Kuwabara (桑原郡)
- Ōshima (大島郡)
- Ōsumi (大隅郡)
- Soo (囎唹郡)